# Festival Internacional de Cinema de Sant Sebastià 2022
El 70è Festival Internacional de Cinema de Sant Sebastià va tenir lloc del 16 al 24 de setembre de 2022 a Sant Sebastià, a Gipuzkoa. La pel·lícula colombiana Los reyes del mundo va rebre la Conquilla d'Or. La gala d'inauguració fou presentada per Loreto Mauleón i Paco León.

## Antecedents
En col·laboració amb el Festival de Màlaga, la 70a edició va comptar amb 'Spanish Screenings XXL', una versió conjunta reforçada del mercat cinematogràfic 'Spanish Screenings', fins aleshores presentat a Màlaga. El maig de 2022, l'actriu francesa Juliette Binoche es va revelar com la protagonista del cartell oficial de la pel·lícula així com la destinatària d'un Premi Donostia. El juny de 2022, el cineasta canadenc David Cronenberg va ser anunciat com a destinatari d'un altre premi Donostia.
La pel·lícula de la selecció oficial Modelo 77 va obrir el festival, projectada fora de competició. A part de la inauguració, el 15 de juliol es va anunciar un cartell inicial amb alguns títols d'Espanya. El 2 d'agost es van anunciar 12 obres principals del concurs internacional.

## Jurat
Secció Oficial
- Glenn Close, actriu estatunidenca (President del Jurado)[11]
- Antoinette Boulat, cineasta i directora de càsting francesa
- Tea Lindeburg, cineasta danès
- Matías Mosteirín, productor argentí
- Rosa Montero, escriptora espanyola
- Lemohang Jeremiah Mosese, cinesta lesotenc
- Hlynur Pálmason, director islandès

Premi Kutxabank-New Directors
- Alina Grigore, cineasta romanesa (Presidenta del Jurat)[11]
- Paolo Moretti, programador italià
- Paula Arantzazu, crítica de cinema espanyola
- Selva Almada, escriptora argentina
- Ashmita Guha, cineasta índia

Premi Horizontes Latinos
- Giovanni Pompili, productor italià (President del Jurat)[11]
- Tatiana Huezo, cineasta salvadorenya
- Júlia Olmo, crítica de cinema espanyola

Premi Zabaltegi-Tabakalera
- Albertina Carri, directora, productora i guionista argentina (Presidenta del Jurat)[11]
- Vanja Kaluđerčić, directora del Festival Internacional de Cinema de Rotterdam
- Manuel Calvo, productor i director espanyol

Premi Irizar
- Ander Izagirre, periodista i escriptor espanyol (President del Jurat)[11]
- Nerea Kortabitarte, escriptora i comunicadora espanyola
- Txema Muñoz, programador espanyol

## Seccions

### Secció oficial
El cartell de títols seleccionats per a la selecció oficial inclou::

#### En competició
| Títol original                     | Director(s)             | País de producció                       |
| ---------------------------------- | ----------------------- | --------------------------------------- |
| Il Boemo                           | Petr Václav             | Txèquia Itàlia Eslovàquia               |
| Suro                               | Mikel Gurrea            | Espanya                                 |
| Resten af livet                    | Frelle Petersen         | Dinamarca                               |
| Great Yarmouth-Provisional Figures | Marco Martins           | Portugal França Regne Unit              |
| Hyakka                             | Genki Kawamura 川村元気 | Japó                                    |
| Los reyes del mundo                | Laura Mora              | Colòmbia Luxemburg França Mèxic Noruega |
| La maternal                        | Pilar Palomero          | Espanya                                 |
| Pornomelancolía                    | Manuel Abramovich       | Argentina França Brasil Mèxic           |
| La consagración de la primavera    | Fernando Franco         | Espanya                                 |
| Runner                             | Marian Mathias          | Estats Units Alemanya França            |
| Sparta                             | Ulrich Seidl            | Àustria França Alemanya                 |
| El suplente                        | Diego Lerman            | Argentina Espanya Itàlia Mèxic França   |
| Walk Up 탑 (영화)                  | Hong Sangsoo            | Corea del Sud                           |
| Girasoles silvestres               | Jaime Rosales           | Espanya França                          |
| Dialogant amb la vida              | Christophe Honoré       | França                                  |
| The Wonder                         | Sebastián Lelio         | Regne Unit Irlanda                      |

#### Fora de competició
| Títol original           | Director(s)                                                                   | País de producció |
| ------------------------ | ----------------------------------------------------------------------------- | ----------------- |
| Apagón                   | Rodrigo Sorogoyen, Raúl Arévalo, Isa Campo, Alberto Rodríguez, Isaki Lacuesta | Espanya           |
| Modelo 77                | Alberto Rodríguez                                                             | Espanya           |
| Projeccions especials    |                                                                               |                   |
| El sostre groc           | Isabel Coixet                                                                 | Espanya           |
| La (très) grande évasion | Yannick Kergoat                                                               | França            |

### Horizontes Latinos
El cartell de pel·lícules seleccionades per a la secció Horitzons llatins és el següent:
| Títol original          | Director(s)           | País de producció                      |
| ----------------------- | --------------------- | -------------------------------------- |
| Mi país imaginario      | Patricio Guzmán       | França Xile                            |
| La piel pulpo           | Ana Cristina Barragán | Equador Grècia Mèxic Alemanya França   |
| 1976                    | Manuela Martelli      | Xile                                   |
| Carvão                  | Carolina Markowicz    | Brasil Argentina                       |
| Dos estaciones          | Juan Pablo González   | Mèxic França Estats Units              |
| El caso Padilla         | Pavel Giroud          | Espanya Cuba                           |
| La jauría               | Andrés Ramírez Pulido | França Colòmbia                        |
| Ruido                   | Natalia Beristáin     | Mèxic                                  |
| Sublime                 | Mariano Biasin        | Argentina                              |
| Tengo sueños eléctricos | Valentina Maurel      | Bèlgica França Costa Rica              |
| Un varón                | Fabián Hernández      | Colòmbia França Països Baixos Alemanya |
| Vicenta B.              | Carlos Lechuga        | Cuba França Estats Units Colòmbia      |

### Nous Directors
El cartell inicial de pel·lícules seleccionades per la secció Kutxabank-Nous Directors és la següents:
| Títol original                     | Director(s)                                | País de producció                                     |
| ---------------------------------- | ------------------------------------------ | ----------------------------------------------------- |
| A los libros y a las mujeres canto | María Elorza                               | Espanya                                               |
| Carbon                             | Ion Bors                                   | Moldàvia Romania Espanya                              |
| Den Store Stilhed                  | Katrine Brocks                             | Dinamarca                                             |
| Fifi                               | Jeanne Aslan, Paul Saintillan              | França                                                |
| Foudre                             | Carmen Jaquier                             | Suïssa                                                |
| Garbura                            | Josip Žuvan                                | Croàcia                                               |
| Grand Marin                        | Dinara Drukarova                           | França                                                |
| Jeong-sun                          | Ji-hye Jeong                               | Corea del Sud                                         |
| La hija de todas las rabias        | Laura Baumeister                           | Nicaragua Mèxic Països Baixos Alemanya França Espanya |
| Miyamatsu To Yamashita             | Masahiko Sato, Yutaro Seki, Kentaro Hirase | Japó                                                  |
| Nagisa                             | Takeshi Kogahara                           | Japó                                                  |
| Pokhar Ke Dunu Para                | Parth Saurabh                              | Índia                                                 |
| Secaderos                          | Rocío Mesa                                 | Espanya Estats Units                                  |

### Perlak
Una llista de pel·lícules seleccionades per a la programació 'Perlak' és la següent:
| Títol original                                | Director(s)                | País de producció                 |
| --------------------------------------------- | -------------------------- | --------------------------------- |
| Argentina, 1985                               | Santiago Mitre             | Argentina Estats Units            |
| Bardo, falsa crónica de unas cuantas verdades | Alejandro G. Iñarritu      | Mèxic                             |
| As bestas                                     | Rodrigo Sorogoyen          | Espanya França                    |
| Broker 브로                                   | Hirokazu Koreeda           | Corea del Sud                     |
| Corsage                                       | Marie Kreutzer             | Àustria França Alemanya Luxemburg |
| Don't Worry Darling                           | Olivia Wilde               | Estats Units                      |
| Los renglones torcidos de Dios                | Oriol Paulo                | Espanya                           |
| L'innocent                                    | Louis Garrel               | França                            |
| Living                                        | Oliver Hermanus            | Regne Unit                        |
| Moonage Daydream                              | Brett Morgen               | Estats Units                      |
| En los márgenes                               | Juan Diego Botto           | Espanya Bèlgica                   |
| Un beau matin                                 | Mia Hansen-Løve            | França                            |
| Un año, una noche                             | Isaki Lacuesta             | Espanya França                    |
| Peter von Kant                                | François Ozon              | França                            |
| R.M.N.                                        | Cristian Mungiu            | Romania França Bèlgica            |
| Tori et Lokita                                | Jean-Pierre i Luc Dardenne | Bèlgica França                    |
| Triangle of Sadness                           | Ruben Östlund              | Suècia                            |

### Zabaltegi-Tabakalera
El programa de pel·lícules de la secció Zabaltegi-Tabakalera és el següent:
| Títol original                         | Director(s)                  | País de producció                |
| -------------------------------------- | ---------------------------- | -------------------------------- |
| La Montagne                            | Thomas Salvador              | França                           |
| Les créatures qui fondent au soleil    | Diego Céspedes               | Xile França                      |
| Trenque Lauquen                        | Laura Citarella              | Argentina Alemanya               |
| A Human Position                       | Anders Emblem                | Noruega                          |
| Amigas en un camino de campo           | Santiago Loza                | Argentina                        |
| Blank Narcissus (Passion of the Swamp) | Peter Strickland             | Regne Unit Austràlia             |
| Cerdita                                | Carlota Pereda               | Espanya França                   |
| Cuerdas                                | Estibaliz Urresola           | Espanya                          |
| Diarios                                | Andrés Di Tella              | Argentina                        |
| El agua                                | Elena López Riera            | Suïssa França Espanya            |
| Godland                                | Hlynur Pálmason              | Dinamarca Islàndia França Suècia |
| Hearbeat                               | Lee Chang-dong               | Corea del Sud                    |
| Hirugarren koadernoa                   | Lur Olaizola                 | Espanya                          |
| Manto de gemas                         | Natalia López Gallardo       | Mèxic Argentina                  |
| Meet Me in the Bathroom                | Dylan Southern               | Regne Unit                       |
| Mutzenbacher                           | Ruth Beckermann              | Àustria                          |
| Naname no rouka                        | Takayuki Fukata              | Japó                             |
| Nest                                   | Hlynur Pálmason              | Dinamarca Islàndia               |
| Nowhere to Go But Everywhere           | Erick Shirai, Masako Tsumura | Japó                             |
| Piaffe                                 | Ann Oren                     | Alemanya                         |
| Po Sui Tai Yang Zhi Xin                | Bi Gan                       | R.P. de la Xina                  |
| Unrrueh                                | Cyril Schäublin              | Suïssa                           |

### Velódromo
| Títol original             | Director(s)             | País de producció |
| -------------------------- | ----------------------- | ----------------- |
| Black is Beltza II: Ainhoa | Fermin Muguruza         | Espanya           |
| Rainbow                    | Paco León               | Espanya           |
| Sintiéndolo mucho          | Fernando León de Aranoa | Espanya Mèxic     |

### Made in Spain
| Títol original                        | Director(s)                 | País               |
| ------------------------------------- | --------------------------- | ------------------ |
| El color del cielo                    | Joan-Marc Zapata            | Espanya, Suïssa    |
| La casa entre los cactus              | Carlota González-Adrio      | Espanya            |
| Alcarràs                              | Carla Simón                 | Espanya            |
| El amor en su lugar                   | Rodrigo Cortés              | Espanya            |
| El crítico                            | Juan Zavala, Javier Morales | Espanya            |
| Entre montañas                        | Unai Canela                 | Espanya            |
| La amiga de la amiga                  | Zaida Carmona               | Espanya            |
| La maniobra de la tortuga             | Juan Miguel del Castillo    | Espanya, Argentina |
| Llenos de gracia                      | Roberto Bueso               | Espanya            |
| Mi vacío y yo                         | Adrián Silvestre            | Espanya            |
| Tenéis que venir a verla              | Jonás Trueba                | Espanya            |
| Tequila, sexo, drogas y rock and roll | Álvaro Longoria             | Espanya            |
| Pacifiction                           | Albert Serra                | Espanya            |

## Palmarès

### Selecció Oficial
- Conquilla d'Or: Los reyes del mundo de Laura Mora[2]
- Premi especial del jurat: Runner de Marian Mathias
- Conquilla de Plata a la millor direcció: Genki Kawamura per A Hundred Flowers
- Conquilla de Plata a la millor interpretació protagonista: Paul Kircher per Dialogant amb la vida & Carla Quílez per La maternal
- Conquilla de Plata a la millor interpretació de repartiment: Renata Lerman per El suplente
- Premio del jurat al millor guió: Wang Chao & Dong Yun Zhou per A Woman
- Premio del jurat a la millor fotografia: Manuel Abramovich per Pornomelancholia

### Altres premis oficials
- Premi Kutxabank-New Directors: Fifi de Jeanne Aslan, Paul Saintillan
  - Menció especial: Pokhar Ke Dunu Paar de Parth Saurabh
- Premi Horizontes: Tengo sueños eléctricos de Valentina Maurel
- Premi Zabaltegi-Tabakalera: Godland de Hlynur Pálmason
- Premi del públic: Argentina, 1985 de Santiago Mitre
- Premi del públic a la millor pel·lícula europea: As bestas de Rodrigo Sorogoyen
- Premi Cooperación Española: Ruido de Natalia Beristáin
- Premi RTVE - Otra Mirada: El sastre groc d'Isabel Coixet
  - Menció especial: Corsage (La Emperatriz Rebelde) de Marie Kreutzer
- Premi Irizar al Cinema Basc: Suro de Mikel Gurrea
  - Menció especial: A los libros y a las mujeres canto de María Elorza
- Premi TCM de la Juventud: A los libros y a las mujeres canto de María Elorza

### Altres premis
- Premi Agenda 2030 Euskadi Basque Country: Tori y Lokita dels germans Dardenne
- Premi Nest: Montaña azul de Sofía Salinas & Juan David Bohórquez
  - Menció especial: Anabase de Benjamin Goubet
- Premi Dunio Asaya: Secaderos de Rocio Mesa
  - Menció especial: El sastre groc d'Isabel Coixet
- Premi FIPRESCI: Suro de Mikel Gurrea
- Premi Feroz Zinemaldia: Los reyes del mundo de Laura Mora
- Premi Euskal Gidoigileen Elkartea: Secaderos de Rocio Mesa & Francisco Kosterlitz
- Premi Sebastiane: Something You Said Last Night de Luis de Filippis
- Premi Lurra Greenpeace: Alcarràs de Carla Simón
- Premi SIGNIS: Los reyes del mundo de Laura Mora
  - Menció especial: Runner de Marian Mathias

## Premi Donostia
- Juliette Binoche
- David Cronenberg[21]